# Anne Ramsey
Angelina "Anne" Ramsey  (nascida Mobley; Omaha, 27 de março de 1929 – Los Angeles, 11 de agosto de 1988) foi uma atriz norte-americana. Ficou conhecida por interpretar papéis de Mamma Fratelli em Os Goonies e Sra. Lift em Jogue a mamãe do trem, papel pelo qual ela recebeu uma indicação ao Oscar e uma ao Globo de Ouro.

## Biografia
Anne nasceu em 1929, em Omaha, no Nebraska. Era filha de Eleanor Smith Mobley (1906–1964), tesoureira do Grupo de Escoteiras dos Estados Unidos, e de Nathan Mobley, executivo da área de seguros. Sua mãe era descendente de peregrinos da colônia de Plymouth e seu tio foi embaixador dos Estados Unidos na Suécia, David S. Smith.
Anne cresceu e se criou em Great Neck, no estado de Nova Iorque e em Greenwich, em Connecticut. Estudou no Bennington College ao começar a se interessar por teatro e atuou em várias produções da Broadway durante a década de 1950. Foi nessa época que ela conheceu seu futuro marido, o também ator Logan Ramsey, com quem se casou em 1954. O casal se mudou para a Filadélfia onde fundaram sua própria companhia de teatro.

## Carreira
Na década de 1970, Anne começou uma carreira de sucesso em Hollywood em papéis coadjuvantes, tendo trabalhado em séries como Wonder Woman e Three's Company. Ao lado do marido, ela trabalhou em sete filmes, incluindo seu primeiro longa, The Sporting Club (1971) e o último Meet the Hollowheads (1989).
Em 1988, Anne foi indicada ao Oscar da Academia de Melhor Atriz Coadjuvante e ao Globo de Ouro na mesma categoria por seu papel em Throw Momma from the Train (1987), ao lado de Billy Crystal e Danny DeVito. O filme também lhe rendeu seu segundo Saturn Award de Atriz Coadjuvante, o primeiro deles por Os Goonies (1985). Em fevereiro de 1988, ela estrelou um episódio da série ALF, que foi ao ar seis meses antes da sua morte.

## Morte
Um dos traços marcantes de sua performance era a fala levemente arrastada que lhe conferia um ar rabugento, que foi essencial para o papel de Throw Momma from the Train. Isso foi causado pela perda de parte da língua e da mandíbula para uma cirurgia de câncer de esôfago, em 1984. Em 1988, o câncer voltou e ela morreu em 11 de outubro de 1988, no Hospital Cedars-Sinai, em Los Angeles, aos 59 anos. Ela foi sepultada no Cemitério de Forest Lawn Memorial Park, em Omaha.

## Filmografia

### Filmes
| Ano  | Título                              | Personagem                    | Notas |
| ---- | ----------------------------------- | ----------------------------- | --- |
| 1971 | The Sporting Club                   | Esposa de Scott's             | |
| 1972 | The New Centurions                  | esposa do louco               | sem créditos |
| 1972 | Up the Sandbox                      | Battleaxe                     | |
| 1973 | The Third Girl from the Left        | Madelaine                     | filme para TV |
| 1974 | Rhinoceros                          | mulher com o gato             | |
| 1974 | For Pete's Sake                     | mulher no telefone            | |
| 1974 | The Law                             | Eleanor Bleisch               | filme para TV |
| 1976 | From Noon till Three                | mulher grande                 | |
| 1976 | Dawn: Portrait of a Teenage Runaway | bibliotecária                 | filme para TV |
| 1976 | The Boy in the Plastic Bubble       | Rachel                        | filme para TV |
| 1977 | Fun with Dick and Jane              | mulher na agência de empregos | |
| 1978 | Goin' South                         | solteirona #2                 | |
| 1978 | The Gift of Love                    | Maeve O'Hollaran              | filme para TV |
| 1979 | When You Comin' Back, Red Ryder?    | Rhea Childress                | |
| 1980 | White Mama                          | Heavy Charm                   | filme para TV |
| 1980 | The Black Marble                    | Bessie Callahan               | |
| 1980 | Any Which Way You Can               | Loretta Quince                | |
| 1981 | Honky Tonk Freeway                  | TV Chef                       | sem créditos |
| 1981 | A Small Killing                     | Doris                         | filme para TV |
| 1982 | Marian Rose White                   | professora                    | |
| 1982 | National Lampoon's Class Reunion    | Sra. Tabazooski               | |
| 1983 | I Want to Live!                     | Matron                        | filme para TV |
| 1983 | Herndon                             | Miss Helter                   | filme para TV |
| 1984 | The Seduction of Gina               | senhora no ônibus             | filme para TV |
| 1984 | Getting Physical                    | senhora na delegacia          | filme para TV |
| 1984 | The Killers                         | First Ragpicker               | |
| 1985 | The Goonies                         | Mama Fratelli                 | Prêmio Saturno de melhor atriz coadjuvante em cinema |
| 1986 | Say Yes                             | Major                         | |
| 1986 | Deadly Friend                       | Elvira Parker                 | |
| 1987 | Love at Stake                       | bruxa                         | |
| 1987 | Weeds                               | Mãe Umstetter                 | |
| 1987 | Throw Momma from the Train          | mãe                           | Prêmio Saturno de melhor atriz coadjuvante em cinema Indicada — Oscar de Melhor Atriz Coadjuvante Indicada — Globo de Ouro de melhor atriz coadjuvante em cinema |
| 1988 | Dr. Hackenstein                     | Ruby Rhodes                   | |
| 1988 | Good Old Boy: A Delta Boyhood       | The Hag                       | Television movie |
| 1988 | Scrooged                            | mulher no abrigo              | |
| 1989 | Meet the Hollowheads                | Babbleaxe                     | |
| 1989 | Another Chance                      | senhora                       | |
| 1989 | Homer and Eddie                     | Edna                          | (último papel) |

### Televisão
| Ano  | Título                      | Personagem                 | Notas                                              |
| ---- | --------------------------- | -------------------------- | -------------------------------------------------- |
| 1972 | Ironside                    | gerente do motel           | episódio: "Riddle Me Death"                        |
| 1972 | Banyon                      | Sra. Hendricks             | episódio: "Just Once"                              |
| 1975 | Wonder Woman                | motorista de táxi          | episódio: "The New Original Wonder Woman"          |
| 1976 | Mary Hartman, Mary Hartman  | Irmã Bernadette            | episódio: "1.24"                                   |
| 1976 | Delvecchio                  | Sra. Bellows               | episódio: "The Silent Prey"                        |
| 1976 | Charlie's Angels            | esposa de Henry'           | episódio: "Hellride"                               |
| 1977 | Wonder Woman                | Connie                     | episódio: "Mind Stealers from Outer Space: Part 1" |
| 1978 | Little House on the Prairie | Sra. Schiller              | episódio: "As Long As We're Together: Part 1"      |
| 1978 | ABC Afterschool Specials    | enfermeira                 | episódio: "A Home Run for Love"                    |
| 1979 | Laverne & Shirley           | senhora                    | episódio: "Fire Show"                              |
| 1979 | CHiPs                       | Nurse Betty Jo             | episódio: "Hot Wheels"                             |
| 1982 | Laverne & Shirley           | assassina                  | episódio: "Death Row: Part 2"                      |
| 1983 | Three's Company             | mulher no caixa eletrônico | episódio: "The Money Machine"                      |
| 1984 | Murder, She Wrote           | mulher com sacola          | episódio: "The Murder of Sherlock Holmes"          |
| 1984 | Family Ties                 | Sra. Warfield              | episódio: "Help Wanted"                            |
| 1985 | Hill Street Blues           | Mrs. Scalisi               | episódio: "Blues in the Night"                     |
| 1985 | Night Court                 | Edna Sneer                 | episódio: "Halloween, Too"                         |
| 1986 | Knight Rider                | Crossing Guard             | episódio: "Killer K.I.T.T."                        |
| 1988 | ALF                         | Ethel Buttonwood           | episódio: "You Ain't Nothin' but a Hound Dog"      |